# Aibonito (San Sebastián)
Aibonito es un barrio ubicado en el municipio de San Sebastián en el estado libre asociado de Puerto Rico. En el Censo de 2010 tenía una población de 1972 habitantes y una densidad poblacional de 174,35 personas por km².

## Geografía
Aibonito se encuentra ubicado en las coordenadas 18°22′14″N 66°56′33″O / 18.37056, -66.94250. Según la Oficina del Censo de los Estados Unidos, Aibonito tiene una superficie total de 11.31 km², de la cual 10.39 km² corresponden a tierra firme y (8.17%) 0.92 km² es agua.

## Demografía
Según el censo de 2010, había 1972 personas residiendo en Aibonito. La densidad de población era de 174,35 hab./km². De los 1972 habitantes, Aibonito estaba compuesto por el 91.73% blancos, el 1.57% eran afroamericanos, el 0.15% eran amerindios, el 0.2% eran asiáticos, el 4.36% eran de otras razas y el 1.98% pertenecían a dos o más razas. Del total de la población el 99.8% eran hispanos o latinos de cualquier raza.